# Hypermnesie
Hypermnesie (von griechisch mnesis Erinnerung) bedeutet eine stärkere Erinnerungsfähigkeit. Der Begriff wird in zwei Bereichen der Psychologie verwendet – mit unterschiedlicher Bedeutung.
Zum einen ist es ein etabliertes Phänomen der allgemeinen Gedächtnispsychologie. Davon wird gesprochen, wenn  sich Personen zu einem späteren Zeitpunkt an mehr erinnern als zu einem früheren. Wenn also z. B. Zeugen nach einem Ereignis nicht nur einmal, sondern mehrmals befragt werden, kann es sein, dass sie bei der dritten Befragung mehr korrekte Erinnerungen wiedergeben können als bei der ersten. Dies tritt vor allem dann auf, wenn entsprechende wiederholte Erinnerungsaufforderungen innerhalb kurzer Zeit (z. B. einer Stunde) erfolgen. Tatsächlich scheinen hierfür vorherige Tests und nicht die längere Zeit entscheidend zu sein.
Zum anderen wird im Zusammenhang mit der Hypnose von Hypermnesie gesprochen, wenn sich der Hypnotisand an Ereignisse erinnert, die er nicht bewusst wahrgenommen hat oder die er geglaubt hat, vergessen zu haben. Dies betrifft eher ein klinisches Phänomen.
Sigmund Freud fasst zu Beginn in seiner Traumdeutung einige hypermnestische Träume verschiedener Autoren zusammen. In diesen Träumen erscheinen dem Träumer Personen, Ereignisse oder Gegebenheiten, welche er scheinbar noch nie gesehen hat. Jedoch stellte sich – manchmal auch erst nach Jahrzehnten – heraus, dass sie dieses vor dem Traum schon erlebt hatten. Freud zeigt an diesen Beispielen, dass sich der Mensch in Träumen an Dinge erinnern kann, die im Wachsein nicht in sein Bewusstsein geraten, allerdings stetig im Unbewussten gespeichert waren. Ebenfalls stellt er fest, dass es häufig Details waren, die schon beim Erleben nicht bewusst wahrgenommen wurden.